# Agostino Steffani
Agostino Steffani (ur. 25 lipca 1654 w Castelfranco Veneto, zm. 12 lutego 1728 we Frankfurcie) – włoski kompozytor, kapłan katolicki i biskup, dyplomata.
Steffani był muzykiem barokowym z pokolenia poprzedzającego pokolenie wielkich mistrzów dojrzałego baroku (Antonio Vivaldi, Georg Philipp Telemann, Georg Friedrich Händel, Johann Sebastian Bach etc.); współczesnymi Steffaniemu byli m.in. Arcangelo Corelli, Johann Pachelbel, Henry Purcell i Alessandro Scarlatti. Steffani stworzył formę włoskiego duetu kameralnego (kantaty kameralnej), zajmującą miejsce pośrednie pomiędzy ścisłą polifonią pochodzącą od Giovanni Palestriny i rozwijaną przez kompozytorów barokowych, a nowym stylem harmonicznym z basso continuo. Salonowe duety odznaczały się techniką kontrapunktyczną i wyrafinowanym warsztatem wokalnym. Pod wpływem muzyki Steffaniego tworzyli wszyscy kompozytorzy włoskiego i niemieckiego baroku.
Agostino Steffani od wczesnej młodości żył i działał w Niemczech, gdzie był uczniem Johanna Kaspara Kerlla. Steffani napisał 18 oper w stylu wywodzącym się od przedstawicieli opery weneckiej (Giovanni Legrenzi i Carlo Pallavicino), który rozwinął muzycznie i tematycznie; w Paryżu zapoznał się też z operami Jean-Baptiste Lully. Oprócz tematyki antycznej Steffani posługiwał się historycznymi tradycjami germańskimi, a w sferze muzycznej dokonał syntezy osiągnięć włoskich, francuskich i niemieckich. Przykładami oper są Marco Aurelio (1681), Alarico il Baltha (1687), Niobe (1688), Henrico Leone (1689), La superbia d’Alessandro (1690), Orlando generoso (1696), Arminio (1707), Amor vien dal destino i Tassilone (1709). W operach Steffaniego, zgodnie z włoską tradycją, eksponowana jest liryczna melodyka, a w technicznie karkołomnych popisowych ariach wokalista konkuruje nieraz z solistami instrumentalnymi. Steffani był głównym w Niemczech kompozytorem oper; w szeregu przypadków libretta były współcześnie tłumaczone na język niemiecki i opery były lokalnie wystawiane w tym języku. Concerto grosso jest jedną z form instrumentalnych stosowanych przez tego kompozytora. W latach 1681–1688 Steffani był zatrudniony jako kapelmistrz na dworze bawarskim w Monachium, gdzie skomponował pięć oper, wśród nich Servio Tullio (1686) na okazję ślubu Maksymiliana II Emanuela i Marii Antoniny. Wiele istotnych dzieł, w tym osiem oper (libretta napisał Ortensio Mauro) powstało, kiedy Steffani pełnił funkcję kapelmistrza na dworze elektora w Hanowerze (1688–1703), gdzie książę Ernest August założył stałą operę włoską. W tym czasie Steffani również sfinalizował formę duetu kameralnego i tworzył popularne dawniej madrygały bez akompaniamentu. Działalność polityczno-dyplomatyczna zawsze zakłócała pracę Steffaniego jako kompozytora; nie pisał z tego powodu oper w okresie 1696–1707. Muzyczne innowacje i synteza stylów dokonane przez Steffaniego miały szczególne znaczenie jako punkt wyjściowy dla twórczości Georga Friedricha Händla, który naśladował m.in. kilkuczęściowe duety-kantaty liryczne i rozwijał technikę polifoniczną włosko-niemieckiego poprzednika.